# Ictinogomphus regisalberti
Ictinogomphus regisalberti är en trollsländeart som först beskrevs av Henri Schouteden 1934.  Ictinogomphus regisalberti ingår i släktet Ictinogomphus och familjen flodtrollsländor. IUCN kategoriserar arten globalt som livskraftig. Inga underarter finns listade i Catalogue of Life.